# Cybister insignis
Cybister insignis är en skalbaggsart som beskrevs av Sharp 1882. Cybister insignis ingår i släktet Cybister och familjen dykare.

## Underarter
Arten delas in i följande underarter:
- C. i. purpureovirgatus
- C. i. caprai
- C. i. insignis